# Баньшиці
Баньшиці (словен. Banjšice) — поселення в общині Нова Гориця, Регіон Горишка, Словенія. Висота над рівнем моря: 670,9 м.